# 左景伊
左景伊（1918年—2006年），男，湖南湘阴人，中国腐蚀与防护专家，曾任中国腐蚀与防护学会副理事长，第六、七届全国政协委员。

## 家族
曾祖父左宗棠。